# 오타니 마사시 (1983년)
오타니 마사시(일본어: 大谷 昌司, 1983년 4월 17일 ~ )는 일본의 전 축구 선수이다.

## 구단 경력
과거 가시마 앤틀러스, 알비렉스 니가타에서 활동하였다.